# Sarmīte Štūla
Sarmīte Štūla (ur. 16 lutego 1946, zm. 10 maja 2010) – łotewska lekkoatletka startująca w barwach Związku Radzieckiego, biegaczka średniodystansowa.
Zdobyła srebrny medal w biegu na 800 metrów na halowych mistrzostwach Europy w 1975 w Katowicach, przegrywając jedynie z Anitą Barkusky z NRD, a wyprzedzając Rosicę Pechliwanową z Bułgarii.
Zajęła 6. miejsce w biegu na 800 metrów w finale Pucharu Europy w 1970 w Budapeszcie.
Była halową mistrzynią ZSRR w biegu na 800 metrów w 1975. Była również wicemistrzynią ZSRR na tym dystansie na otwartym stadionie  w 1973 i 1973 oraz brązową medalistką w 1970, a w hali wicemistrzynią w biegu na 800 metrów w 1974 i brązową medalistką w biegu na 600 metrów w 1972.
1 czerwca 1969 w Mińsku ustanowiła rekord świata w sztafecie 4 × 400 metrów czasem 3:43,2.
Do tej pory (sierpień 2019) jest rekordzistką Łotwy w sztafecie 4 × 400 metrów z czasem 3:30,2 (30 lipca 1975 w Moskwie).
Jej rekord życiowy w biegu na 800 metrów wynosił 2:00,8 (30 lipca 1975 w Moskwie) i był wówczas rekordem Łotewskiej SRR.
Została pochowana na Cmentarzu Leśnym w Rydze.